# J.K. Simmons
J.K. Simmons, właśc. Jonathan Kimble Simmons (ur. 9 stycznia 1955 w Detroit) – amerykański aktor teatralny, telewizyjny i filmowy. Zdobywca Oscara z 2014 dla najlepszego aktora drugoplanowego za rolę w filmie Whiplash.

## Życiorys
Kształcił się na University of Montana, po czym występował w musicalach w ramach grup artystycznych Bigfork Summer Theatre i Seattle Repertory Theatre. Jako aktor teatralny grał również na Broadwayu w spektaklach 'A Change in the Heir (1990), Piotruś Pan (1991–1992), Guys and Dolls (1992–1995), Laughter on the 23rd Floor (1993–1994).
W produkcjach telewizyjnych zaczął występować regularnie w latach 90. Wcielił się w postać policyjnego psychiatry Emila Skody w Prawie i porządku i kolejnych mutacjach tego serialu. Grał neonazistę Vernona Schillingera w serialu więziennym Oz produkowanym przez HBO. W 2005 zaczął partnerować Kyrze Sedgwick w produkcji Podkomisarz Brenda Johnson. Wcielał się także w główne postaci seriali Fisherowie i Rozmontowani.
W filmach wielokrotnie obsadzany w rolach epizodycznych i drugoplanowych. Zagrał m.in. w trzech częściach przygód Spider-Mana w reżyserii Sama Raimiego. Wystąpił także w nagrodzonym Oscarem Juno, filmach Ladykillers, czyli zabójczy kwintet, Hidalgo – ocean ognia, Tajne przez poufne, Stary, kocham cię, Wariat na wolności, Kontrabanda.
Szczególne uznanie przyniosła mu rola w niezależnym dramacie muzycznym Whiplash z 2014. Otrzymał za nią szereg nagród dla najlepszego aktora drugoplanowego – wyróżniony m.in. Oscarem, Nagrodą Brytyjskiej Akademii Filmowej, Złotym Globem, Nagrodą Satelita, Independent Spirit Award, Critics’ Choice Movie Award i innymi.
W 2017 wcielił się w główną postać Howarda Silka w serialu fantastycznonaukowym Odpowiednik, a także w komisarza Jamesa Gordona w Lidze Sprawiedliwości.

## Filmografia

### Filmy
- 1994: Spec
- 1994: The Scout
- 1996: Krytyczna terapia
- 1996: Zmowa pierwszych żon
- 1997: Crossing Fields
- 1997: Face Down
- 1997: Love Walked In
- 1997: Szakal
- 1998: Above Freezing
- 1998: Celebrity
- 1999: Hit and Runway
- 1999: Gra o miłość
- 1999: Wbrew regułom
- 2000: Dotyk przeznaczenia
- 2000: Miłość w Nowym Jorku
- 2000: Wspaniały Joe
- 2001: Mexican
- 2002: Spider-Man
- 2003: Disposal
- 2003: Off the Map
- 2004: Hidalgo – ocean ognia
- 2004: Ladykillers, czyli zabójczy kwintet
- 2004: Spider-Man 2
- 2005: Ciężkie czasy
- 2005: Dziękujemy za palenie
- 2006: Pierwszy śnieg
- 2006: The Astronaut Farmer
- 2007: Juno
- 2007: Postal
- 2007: Spider-Man 3
- 2007: Transfer
- 2008: Tajne przez poufne
- 2009: Absolwentka
- 2009: Ekstrakt
- 2009: Obcy na poddaszu
- 2009: Stary, kocham cię
- 2009: W chmurach
- 2009: Zabójcze ciało
- 2009: Za jakie grzechy
- 2010: A Beginner's Guide to Endings
- 2010: Wariat na wolności
- 2011: The Music Never Stopped
- 2012: Kontrabanda
- 2012: Między wierszami
- 2013: Dark Skies
- 2013: Jobs
- 2013: Długi, wrześniowy weekend
- 2014: Uwiązani
- 2014: Whiplash
- 2014: Barefoot
- 2015: Terminator: Genisys
- 2016: Księgowy
- 2016: Kung Fu Panda 3 (rola głosowa)
- 2016: La La Land
- 2017: Liga Sprawiedliwości
- 2017: Pierwszy śnieg
- 2019: Spider-Man: Daleko od domu
- 2021: Liga Sprawiedliwości Zacka Snydera
- 2021: Wojna o jutro(inne języki)
- 2021: Spider-Man: Bez drogi do domu
- 2024:  Czerwona Jedynka
- 2025:  Księgowy 2

### Seriale telewizyjne
- 1994: Prawo i porządek
- 1995: New York News
- 1996: Homicide: Life on the Street
- 1996: Oblicza Nowego Jorku
- 1996: Przygody Piotrków
- 1996: Swift Justice
- 1997: Oz
- 1997: Spin City
- 1999: Saturday Night Live
- 2000: Brygada ratunkowa
- 2000: Prawo i porządek: sekcja specjalna
- 2002: Prawo i porządek: Zbrodniczy zamiar
- 2003: John Doe
- 2004: Bez skazy
- 2004: Bez śladu
- 2004: Everwood
- 2004: Ostry dyżur
- 2005: Bogaci bankruci
- 2005: Jack & Bobby
- 2005: Wzór
- 2005: Podkomisarz Brenda Johnson
- 2012: Męska robota
- 2013: Hulk i agenci M.I.A.Z.G.I.
- 2013: Rozmontowani
- 2014: Fisherowie
- 2017: Odpowiednik
- 2021: Walka z Goliatem
- 2021: Niezwyciężony